# Norris (Tennessee)
Norris is een plaats (city) in de Amerikaanse staat Tennessee, en valt bestuurlijk gezien onder Anderson County. In Norris bevindt zich het cultuurhistorische openluchtmuseum 'Museum of Appalachia'.

## Demografie
Bij de volkstelling in 2000 werd het aantal inwoners vastgesteld op 1446.
In 2006 is het aantal inwoners door het United States Census Bureau geschat op 1465, een stijging van 19 (1,3%).

## Geografie
Volgens het United States Census Bureau beslaat de plaats een oppervlakte van
17,8 km², geheel bestaande uit land. Norris ligt op ongeveer 295 m boven zeeniveau.

## Plaatsen in de nabije omgeving
De onderstaande figuur toont nabijgelegen plaatsen in een straal van 20 km rond Norris.